# Grand Opening
Als Grand Opening (englisch für Große Eröffnung) wird eine offizielle Eröffnung für den Kundenbetrieb bezeichnet (meist bei Hotels), als Abgrenzung zum zuvor angesetzten Soft Opening als inoffizieller Eröffnung.
Ziel dieser Trennung ist es, das Hotel unter tatsächlichem Kundenbetrieb, jedoch unter Ausschluss der breiten Öffentlichkeit zu testen und den prominenten Gästen des Grand Openings ein eingespieltes Hotel anbieten zu können.